# Constituição de Abril da Polônia
A Constituição de Abril da Polônia (Polonês: Ustawa konstytucyjna 23 IV 1935 or Konstytucja kwietniowa) foi uma lei geral aprovada pelo Sejm (Parlamento Polonês) em 23 de Abril de 1935. Essa constituição introduziu na Polônia um sistema presidencialista com certos elementos do autoritarismo. 
Isso foi aceito em violação à Constituição de Março de 1921 e a Regras do Parlamento, e, por causa disso, foi questionado pela maioria da oposição ao Estado.
Acredita-se comumente que a elaboração da constituição foi fortemente influenciada por Józef Piłsudski, que faleceu duas semanas e meia depois que a constituição foi aprovada.

## Resumo
O ato introduziu a ideia de que o Estado é um bem comum para todos os cidadãos. Ela também limitava o poder do Sejm e do Senado, enquanto fortalecia a autoridade do Presidente da Polônia. O Presidente era responsável pela escolha dos membros do governo, que, por sua vez, tinha a responsabilidade no Parlamento. Ele também tinha o direito de destituir o parlamento antes do fim do prazo, para nomear um terço dos Senadores, o comandante-chefe do Exército Polonês e o General Inspetor das Forças Armadas.
O presidente também tinha o direito de emitir decretos e veto de atos aprovados não-construtivamente pelo Sejm.
Dentre das mais notáveis características da nova constituição estava o direito do presidente de nomear o seu sucessor em caso de uma Guerra. Isso foi usado como base legal para a existência do Governo Polonês no exílio durante e depois da Segunda Guerra Mundial. A constituição foi oficialmente abolida em 1944 pela autoridade comunista soviética da Polônia, que oficialmente retomou a Constituição de Março, enquanto introduzia várias leis baseadas no sistema Stalinista. O Governo no exílio operou sob a Constituição de Abril até Dezembro de 1990, quando Lech Walesa foi eleito à presidência da Polônia